# Cornelius de Jong van Rodenburgh

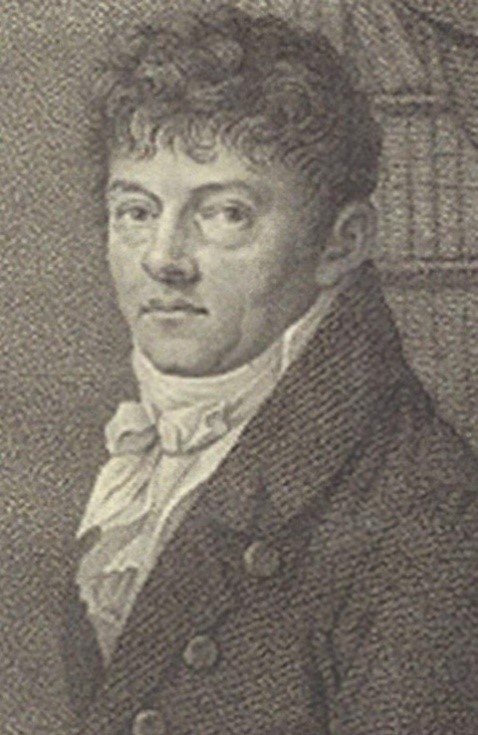
Cornelius de Jong

Cornelius de Jong van Rodenburgh (Oudewater, 7 juni 1762 – Den Haag, 11 februari 1838) was een Nederlandse zeekapitein in de achttiende en negentiende eeuw. Hij beschreef zijn reizen in een aantal boeken, zoals die over zijn reizen naar Kaap de Goede Hoop.

## Leven en werk

### Afkomst en jonge jaren
Cornelius de Jong van Rodenburgh werd op 7 juni 1762 in Oudewater geboren als zoon van de secretaris Dominicus de Jong en Johanna Clasina de Rode van Rodenburgh. 

### Zeevaarder
In 1777 treedt hij als adelborst tot de zeedienst toe op het fregat Thetiss, dat onderweg is naar de Middellandse Zee. De Jong wordt in 1780 tot luitenant bevorderd en vaart op het oorlogschip Mars naar de Caribische eilanden. Een jaar later wordt zijn vloot tijdens Vierde Engels-Nederlandse Oorlog (1780-1784) door drie Engelse oorlogsschepen aangevallen nabij St. Eustatius. Na deze slag, die veel levens eist, waaronder die van de Nederlandse bevelvoerder, wordt hij als krijgsgevangene aangehouden, maar kort daarna uitgeruild en gerepatrieerd. Als negentienjarige voert hij het bevel over de terugkeer van het schip en tegen het einde van 1781 arriveert hij weer in Nederland. In 1783 wordt hij bevorderd tot eerste luitenant en onderneemt hij op de Prins Willem I onder bevel van kapitein C. van Gennep een tweede reis naar de Middellandse Zee, waarvan hij in april 1785 naar huis terugkeert. Zijn dappere en kalme optreden tijdens de stormen die hen tijdens deze reis geteisterd hebben, bezorgt hem in hetzelfde jaar het bevel over de oorlogsbrik De Beschutter, waarmee hij een reis in en door het Engelse Kanaal onderneemt.
In 1786 wordt hij aangesteld als kapitein van De Brak, waarmee hij in dat jaar voor de derde keer naar de Middellandse Zee reist en in 1787 terugkeert. In 1791 wordt hij bevelvoerder van het fregat Scipio, waarmee hij een reis naar Kaap de Goede Hoop, Ierland en Noorwegen onderneemt. Zijn vloot verblijft tussen maart 1792 en mei 1793 aan de Kaap. Hij keert later weer terug naar de Kaap en tijdens deze reis treedt hij op 2 januari 1795 in de Kaap in het huwelijk met Maria Magdalena le Sueur, de jongste dochter van Jacob Johannes le Sueur en Johanna Hillegonda de Wet. Het echtpaar krijgt kinderen, onder wie Cornelius Marius de Jong van Rodenburgh (1816-1899), en zijn vrouw sterft op 4 juni 1836. De rest van zijn leven zal hij via zijn familie en kinderen aan de Kaap nauwe banden onderhouden met Zuid-Afrika. Zijn vrouw is zwanger wanneer hij moet vertrekken en hij laat haar achter om haar niet aan de gevaren van een zeereis bloot te stellen. Vanaf de Kaap vergezelt hij een aantal schepen die beladen waren met waar uit Indië en hij brengt die veilig in Noorwegen, tot spijt van de vijandige Engelse schepen die de zeeën patrouilleerden. Hiervoor oogst hij grote lof. Tijdens zijn tijdelijke verblijf in Noorwegen wordt hij verkozen tot lid van de Koninklijke Noordsche Sociëteit van Wetenschappen. Hij keert in 1796 terug naar Nederland, waar hij verlof vraagt en krijgt om naar Engeland en vandaar naar de Kaap te reizen om zijn vrouw veilig naar Nederland te brengen.
In 1798 wordt hij kapitein van het schip Doggersbank en in 1799 van de Cerberus, waar zijn voorganger van zijn post ontheven is. De Cerberus is deel van het eskader onder bevel van de schout-bij-nacht Samuel Story dat door de Britse vloot bij de Rede van Texel veroverd wordt na overgave door Story (zie Vlieter-incident). De Jong wordt naar Engeland weggevoerd, maar wordt weer vrijgelaten en keert terug naar huis, waar zijn aandeel in de overgave aan Engeland aan een gerechtelijk onderzoek onderworpen wordt. Hij is ervan overtuigd dat hij in alle opzichten eerbaar opgetreden heeft, maar wordt nochtans schuldig bevonden aan oneerbaar gedrag en veroordeeld tot huisarrest in Voorschoten tot er vrede gesloten wordt. Daarna gaat hij in het buitenland in ballingschap, aangezien hij niet langer als geschikt wordt gezien om het land te dienen. Na de vrede van Amiens tussen Frankrijk en Engeland in 1802 woont hij in Kleef en vanaf 1810 bij Vught nabij 's-Hertogenbosch. De tijd in ballingschap gebruikt hij om zijn herinneringen aan zijn reizen uit te geven. In 1809 wordt hij verkozen tot lid van de Maatschappij der Nederlandse Letterkunde te Leiden, een eerbetoon dat hij dankbaar aanvaardt. 
Na het herstel van de Nederlandse onafhankelijkheid in 1813 wordt hij in ere in zijn ambt hersteld en wordt het vonnis tegen hem nietig verklaard. Hij wordt door koning Willem I als schout-bij-nacht aangesteld en wordt benoemd tot ridder in de Orde van de Nederlandse Leeuw. Vanaf 1817 woont hij in Den Haag, waar hij op 11 februari 1838 overlijdt.

### Schrijver
Voor de Zuid-Afrikaanse geschiedenis en letterkunde is hij van belang voor zijn gedetailleerde verslaggeving van zijn reizen van en naar de Kaap, en zijn weergave van zijn verblijf en die van zijn kinderen aan de Kaap. Hij beschrijft onder ander de politiek en maatschappelijk-sociale toestanden van zijn tijd, alsook belangrijke figuren die in zijn tijd aan de Kaap werkzaam waren.

## Publicaties
| Jaar | Publicaties                                                     |
| ---- | --------------------------------------------------------------- |
| 1802 | Reizen naar de Kaap de Goede Hoop, Ierland en Noorwegen 1791–97 |
| 1806 | Reize naar de Middellandse zee 1777–79                          |
|      | Verantwoording en verdediging als kapitein-ter-zee              |
| 1807 | Reize naar de Caraïbische eilanden 1780–81                      |
| 1808 | Reize in en door het kanaal 1785–86                             |
|      | Tweede reize naar de Middellandsche zee 1783–85                 |
| 1812 | Derde reize naar de Middellandsche zee 1786–88                  |